# Гојшина
Гојшина је насељено мјесто у граду Требиње, Република Српска, БиХ. Према попису становништва из 1991. у насељу је живјело 14 становника.

## Историја
Претпоставља се да је насеље основано пре више од 400 година. Више пута је паљено и разарано од стране Турака, у Другом свјетском рату од усташа, а у последњем рату је гранатирано од стране Војске Хрватске.
Кроз насеље је до 1976. године пролазила железничка пруга коју је направила Аустроугарска крајем 19. века, када је пругу заменио асфалтни пут ширине 4 метра. 1971. године је уведена струја, а мештани се све до данас снабдевају водом из чатрња које скупљају кишницу. Село је почетком 19. века имало продавницу и седиште 12 кнежевина, које је водио кнез Митар Гојшина.

## Становништво
У Гојшини је одувјек живјело искључиво српско становништво, које је славило крсну славу Томиндан, док је слава села Спасовдан. У селу су живјеле двије породице: Гојшина и Галић.
Насеље је било најбројније 60-их година 20. века и имало је 85 становника. Према попису становништва из 1991. године, место је имало 14 становника. Данас у њему живи 1 становник.
| Демографија | Демографија | Демографија |
| Година      | Становника  | Становника  |
| ----------- | ----------- | ----------- |
| 1991.       | 14          |             |